# オグビ駅
オグビ駅（オグビえき）は朝鮮民主主義人民共和国両江道金亨稷郡に位置する朝鮮民主主義人民共和国鉄道省北部内陸線の駅である。「グビ」は「曲がった所」を意味する固有語であり、漢字表記は存在しない。